# Institut de la Llengua Eslovena Fran Ramovš
Institut de la Llengua Eslovena Fran Ramovš (ISJFR) és una institució nacional d'investigació lingüística de la República d'Eslovènia que forma part de l'Acadèmia Eslovena de Ciències i Arts.
Es va fundar a la tardor de 1945 per a la recerca relacionada amb la llengua eslovena, per a la compilació de materials i per a la preparació d'obres fonamentals. Les tasques de l'institut van ser determinades per Fran Ramovš, qui va ser-ne el primer director fins a la seva mort el 1952. Des de 1986 l'institut duu el seu nom.

## Organització
L'institut està dividit en sis seccions i un laboratori:
- Secció lexicològica
- Secció de dialectologia
- Secció etimològico-onomàstica
- Secció d'història de la llengua eslovena
- Secció de diccionaris terminològics
- Secció d'ortografia[3]
- Laboratori per al corpus de la llengua eslovena